# リディヤ・ルスラノヴァ
リディヤ・アンドレエヴナ・ルスラノヴァ(ロシア語: Ли́дия Андре́евна Русла́нова、1900年10月27日 - 1973年9月21日)は、ロシア・ソ連の歌手。ロシア・ソビエト連邦社会主義共和国功労芸術家(1942年)。ロシア民謡やロシアの大衆歌曲を得意とし、ソ連で最も有名な歌手の1人であった。また、彼女のロシア民謡の歌唱は音楽業界でのスタンダードとなった。
リディヤ・ルスラノヴァは美しく力強く音域の広い声の持ち主だった。彼女は自らのロシア民謡の歌い方のスタイルを確立した。彼女が歌った有名な曲の例として、「果てもなき荒野原」、「永遠の(古き)菩提樹」(Липа вековая)、「私は丘に行った」(Я на горку шла)、「黄金の山」(Златые горы)、「深紅に染まった月」(Окрасился месяц багрянцем)、「月は輝く」(Светит месяц)、「ヴァーレンキ」(Валенки)などがある。ルスラノヴァはソ連の作曲家の曲も歌った。最初期にカチューシャを歌った歌手の1人でもある。